# Calamagrostis sichuanensis
Calamagrostis sichuanensis är en gräsart som beskrevs av Jun Liang Yang. Calamagrostis sichuanensis ingår i släktet rör, och familjen gräs. Inga underarter finns listade i Catalogue of Life.